# Monte Compatri
Montecompatri é uma comuna italiana da região do Lácio, província de Roma, com cerca de 5.573 habitantes. Estende-se por uma área de 24 km², tendo uma densidade populacional de 232 hab/km². Faz fronteira com Colonna, Grottaferrata, Monte Porzio Catone, Rocca di Papa, Rocca Priora, Roma, San Cesareo, Zagarolo.

## Demografia
| Variação demográfica do município entre 1861 e 2011                               |
|                                                                                   |
| Fonte: Istituto Nazionale di Statistica (ISTAT) - Elaboração gráfica da Wikipedia |